# Måsjön, Västergötland
Måsjön är en sjö i Skara kommun i Västergötland och ingår i Göta älvs huvudavrinningsområde. Sjön har en area på 0,0535 kvadratkilometer och ligger 127,2 meter över havet. Måsjön ligger i Höjentorp-Drottningkullen Natura 2000-område. Strax öster om sjön finns Drottningkullen och en vandringsled.

## Delavrinningsområde
Måsjön ingår i det delavrinningsområde (647692-137170) som SMHI kallar för Mynnar i Härlingtorpskanalen. Medelhöjden är 131 meter över havet och ytan är 5,29 kvadratkilometer. Räknas de 6 delavrinningsområdena uppströms in blir den ackumulerade arean 30,89 kvadratkilometer. Vattendraget som avvattnar avrinningsområdet har biflödesordning 5, vilket innebär att vattnet flödar genom totalt 5 vattendrag innan det når havet efter 260 kilometer. Delavrinningsområdet består mestadels av skog (21 %), öppen mark (17 %) och jordbruk (46 %). Avrinningsområdet har 0,85 kvadratkilometer vattenytor vilket ger det en sjöprocent på 16,1 %.